# Aleksander Brachocki
Aleksander Brachocki (* 8. Januar 1897 in Stranton; † 1945) war ein polnischer Pianist.

## Leben
Brachocki war der Sohn einer polnischen Emigrantenfamilie aus der Region Podhale. Er war Klavierschüler von Sigismond Stojowski und Ignacy Jan Paderewski. Er galt als bedeutender Interpret der Klavierwerke Fryderyk Chopins und auch des Klavierkonzerts seines Lehrers Paderewski. In den 1930er Jahren gab er Konzerte in den USA und Europa und unterrichtete am Schlesischen Konservatorium in Katowice. Zu seinen Studenten zählten u. a. Michał Spisak, Jan Sztwiertnia und Albert Tadlewski.